# Собор Парижской Богоматери
Собо́р Пари́жской Богома́тери, также Парижский собор Нотр-Да́м или Нотр-Да́м-де-Пари́ (фр. Notre-Dame de Paris) — католический храм в центре Парижа, один из символов французской столицы. Кафедральный собор архиепархии Парижа. Расположен в восточной части острова Сите, в 4-м городском округе, на месте первой христианской церкви Парижа — базилики Святого Стефана, построенной, в свою очередь, на фундаменте галло-римского храма Юпитера. Готический собор возводился по инициативе парижского епископа Мориса де Сюлли в период 1163—1345 годов. Алтарная часть освящена в 1182 году; западный фасад и башни закончены во второй четверти XIII века. С 1235 года вносились большие изменения: обустроены часовни между контрфорсами нефа (середина XIII века); увеличен размер трансепта (архитекторы Жан де Шель с 1250 и Пьер де Монтрёй вплоть до 1267 года); добавлены часовни хора (Пьер де Шель и Жан Рави в начале XIV века) и большие аркбутаны деамбулатория (Жан Рави, начало XIV века). В XIX веке под руководством Виолле-ле-Дюка отреставрирована повреждённая в Революцию скульптурная часть, восстановлены витражные розы нефа и возведён новый шпиль вместо утраченного.
Один из первых больших готических соборов c шестичастным нервюрным сводом, при этом сохраняющий характеристики переходного этапа от романского стиля Нормандии: двойные боковые продольные нефы и наличие трибун (верхних галерей). Западный фасад свидетельствует о мастерстве архитектурной композиции; скульптурное оформление его входных порталов является шедевром готического искусства. Портал Святой Анны справа — самый старый (конец XII века); портал Страшного суда в центре (1220—1230 годы) подвергся многим реставрациям; портал Богоматери — северный, слева (начало XIII века). С южной стороны храма портал (вторая половина XIII века) трансепта посвящён первому христианскому мученику святому Стефану. Старинные витражи сохранились только в двух розах трансепта и розе главного входа.
Обретению славы и спасению собора от разрушения во многом способствовал одноимённый исторический (повествующий о XV веке) роман Виктора Гюго, опубликованный в 1831 году.
Сильно пострадал от пожара 15 апреля 2019 года. 7 декабря 2024 года состоялась церемония открытия восстановленного собора. Собор вновь начал функционировать 8 декабря после воскресной мессы. Полное окончание реставрации запланировано на 2029—2030 года.

## Основные характеристики
Высота собора — 35 м, длина — 130 м, ширина — 48 м, высота колоколен — 69 м, вес колокола Эммануэль в южной башне — 13 тонн, его языка — 500 кг.
Мощный и величественный фасад разделён по вертикали на три части пилястрами, а по горизонтали — на три яруса галереями, при этом нижний ярус, в свою очередь, имеет три глубоких портала: портал Страшного суда (посередине), портал Богородицы (слева) и портал св. Анны (справа). Над ними идёт аркада (Галерея Королей) с двадцатью восемью статуями, представляющими царей древней Иудеи.
Как и в других готических храмах, здесь нет настенной живописи, и единственным источником света являются многочисленные витражи высоких стрельчатых окон.

### Собственность
Подобно другим значимым объектам религиозного наследия Франции собор по закону 1905 года О разделении церквей и государства находится в государственной собственности, а католическая церковь имеет право вечного безвозмездного пользования (статья 19 закона прямо утверждает, что «расходы на поддержание памятников не являются субсидиями»). По сути, это исключение из статьи 2, которая запрещает субсидирование религии. Этот же закон установил право публики на свободное посещение зданий, перечисленных в списке.

### Богослужения и церковный статус
Нотр-Дам-де-Пари служит кафедральным собором архиепархии Парижа, здесь находится кафедра парижского архиепископа (с 7 декабря 2018 года пост занимал Мишель Опети, 2 декабря 2021 года подавший в отставку). В торжественных случаях парижский архиепископ возглавляет литургические службы в соборе. Священник, ответственный за богослужебную деятельность в соборе, назначается архиепархией и носит титул ректора собора (фр. «recteur-archiprêtre»). С 2016 года этот пост занимает Патрик Шове. Собор Парижской Богоматери — один из пяти храмов Парижа, носящий почётный титул малой базилики.
Богослужения в соборе совершаются регулярно, в будние дни и в субботу. Ежедневно проходят четыре мессы и служба вечерни (Vesperae), в воскресенье — пять месс, утреня (Laudes) и вечерня. Часть из них проходит на главном алтаре собора, часть в капеллах. Вечерняя воскресная месса проходит на главном алтаре и, как правило, возглавляется архиепископом.

## История
Как считают современные археологи, на месте Нотр-Дам-де-Пари находились четыре различных храма: 1) раннехристианская церковь IV века; 2) меровингская базилика; 3) каролингский собор (перестроен после пожара в 857 г.) и 4) романский кафедральный собор. Последний был разрушен до основания, а его камни строители использовали в фундаменте нынешнего сооружения.

### Начальный период строительства (1163—1250)
Строительство началось в 1163 году, при Людовике VII. Первый камень в фундамент собора заложил папа Александр III, бывший в Париже в период с 24 марта по 25 апреля 1163 года. Возможно, строительные работы начались ещё до торжественного освящения строительства собора; сам проект был инициирован парижским епископом Морисом де Сюлли в начале его деятельности на этом посту.
Стены соборного хора были возведены к 1177 году. Главный алтарь собора был торжественно освящён 19 мая 1182 года легатом Папского престола Анри, кардиналом-епископом Альбано, что знаменовало окончание возведения восточной стороны трансепта. В 1185 году богослужение в соборе проводил Иерусалимский патриарх Гераклий (Эраклий, Ираклий; англ. Patriarch Heraclius of Jerusalem). В 1186 году в соборе был захоронен герцог Бретани Жоффрей, а в 1190 — королева Изабелла де Эно.
Возведение собора продолжалось: в 1196 году, когда собор получил по завещанию умершего епископа Мориса де Сюлли 100 ливров для свинцовой крыши, неф здания был почти закончен. Строительство западного фасада, будущего центрального входа, с его отличительными двумя башнями, началось около 1200 года. В 1208 году были снесены ближайшие к нему дома, мешавшие строительству.
В 1240 году было окончено строительство южной колокольни, тогда же было принято решение отказаться от идеи завершения башен шпилями. Северная башня была достроена в 1250 году.

### Второй период (1250—1351)
Для трансепта (перекладины креста на плане) было принято решение выстроить новые фасады: северный был возведён раньше южного, поднявшегося из фундамента в 1257 году, о чём свидетельствует надпись, выгравированная на нижних каменных блоках. К этому же периоду должна относиться и реализация шпиля на крытой свинцом крыше; шпиль будет уничтожен в революцию (1789), восстановлен реставратором собора Эженом Виолле-ле-Дюком в 1840-е и сгорит в 2019 году. Вплоть до начала XIV столетия в соборе продолжалось возведение боковых часовен.
Главными создателями Нотр-Дам считаются два архитектора — Жан де Шель, работавший с 1250 по 1265 год на строительстве боковых фасадов, о чём говорит надпись в южном трансепте, и Пьер де Монтрей (создатель Святой капеллы; ум. 1267), руководивший работами по завершению южного трансепта в 1250—1267 годы.
В строительстве собора принимало участие много разных архитекторов, о чём свидетельствуют отличающиеся стилем и разные по высоте западная сторона и башни. Надпись на алтарной преграде упоминает Пьера де Шелля, Жана де Бутелье и Жана Рави. Башни были закончены в 1245 году, в 1315 году была закончена внутренняя отделка, а весь собор — в 1345 году. В 1351 году было закончено ограждение, изолировавшее литургический хор, где заседали на откидных креслах каноники. После этих значительных работ, если не считать более мелких модификаций, собор оставался нетронутым вплоть до XVIII века.

### XVIII век
Согласно королевскому обету (1638) посвящения Франции Богородице в благодарность за беременность Анны Австрийской после 23 лет бездетного брака, парижский собор должен был получить новый главный алтарь и скульптурные украшения, но обет был исполнен лишь многие десятилетия спустя при сыне Людовика XIII: в 1708—1725 годы архитектор Робер де Кот полностью переработал соборный хор — пространство перед главным алтарём. Во время работ (май 1711) из фундамента под престолом были извлечены каменные глыбы — фрагменты колонны, возведённой корпорацией корабельщиков и лодочников Лютеции, — Столпа корабельщиков (фр. Pilier des Nautes) — части строения IV века. Ныне каменные глыбы с богатым орнаментом, а также макет этого Столпа, посвящённого богу Юпитеру, экспонируются в музее Клюни.
В ходе Французской революции (с 1789), в конце XVIII века одним из первых декретов Робеспьера было объявлено, что если парижане не хотят, чтобы «твердыня мракобесия была снесена», то они должны уплатить Конвенту мзду «на нужды всех революций, какие ещё произойдут с нашей помощью в других странах». Собор был объявлен Храмом Разума. В июле 1793 года Конвент объявил, что «все эмблемы всех царств должны быть стёрты с лица земли», и Робеспьер лично распорядился обезглавить «каменных королей, украшающих церкви».

### Реставрация XIX века
Собор был возвращён церкви и вновь освящён в 1802 году, в тот год республиканский Сенат продлил срок полномочий консула Наполеона Бонапарта, возглавлявшего французскую республику, с десятилетнего до пожизненного (2 авг. 1802). Провозгласив себя императором (18 мая 1804), Бонапарт короновался в соборе вместе с супругой Жозефиной; торжественное венчание и помазание на царство совершал папа Пий VII (2 дек. 1804).
Сам собор находился в плачевном состоянии, ставился вопрос о его сносе. В 1831 году Виктор Гюго опубликовал роман «Собор Парижской Богоматери», написав в примечании: «Одна из главных целей моих — вдохновить нацию любовью к нашей архитектуре». Реставрацию решили провести в 1842 году. Она началась под руководством архитектора Виолле-ле-Дюка (выигравшего тендер в 1844 году). Этот известный парижский реставратор также занимался реставрацией Амьенского собора, крепости Каркассон на юге Франции и готической церкви Сент-Шапель. Восстановление здания и скульптур, замена разбитых статуй, и сооружение знаменитого шпиля длились 23 года. В 1864 собор был готов и заново освящён. Виолле-ле-Дюку также принадлежит идея галереи химер на фасаде собора: статуи химер установлены на верхней площадке у подножия башен. В эти же годы были снесены постройки, примыкавшие к собору, в результате чего перед его фасадом образовалась нынешняя площадь.

### XX век
С 1965 по 1972 годы на площади перед собором проводились археологические раскопки, которыми руководил парижский инспектор археологических работ Мишель Флёри (фр. Michel Fleury; 1923—2002).

### 850-летие собора (2013)
К юбилейным мероприятиям в честь 850-летия собора (длившимся почти год — с 12 декабря 2012 до 24 ноября 2013) для собора были отлиты девять новых колоколов (общие затраты на создание новых колоколов оценивались в 2 млн евро), также реконструировали орган. К юбилею был приурочен ряд религиозных и культурных инициатив, подготовкой которых занимались совместно парижская архиепархия и власти французской столицы, в январе почта Франции выпустила две памятные почтовые марки. Специально созданный «маршрут паломника» помогал ознакомиться с малоизвестными фактами о прилегающей к собору территории и тайнами двора.
В мае 2013 г. известный французский писатель и эссеист Доминик Веннер покончил с собой перед алтарём собора в защиту традиционных ценностей.

### Пожар в апреле 2019 года
15 апреля 2019 года на Страстной неделе в соборе произошёл сильный пожар, повлёкший утрату (в результате обрушения) шпиля, часов и оригинальной кровли XII века. Каркас здания удалось спасти. Французский архитектор Жан-Мишель Вильмотт заявил, что стоимость восстановления сгоревшего собора Парижской Богоматери составит примерно миллиард евро.
В марте 2022 года во время восстановительных работ по реконструкции здания на пересечении главного и поперечного нефа было обнаружено несколько гробниц и свинцовый саркофаг XIV века. Также археологи обнаружили под полом собора несколько фрагментов скульптур, которые предположительно относятся к части преграды XIII века, отделявшей алтарь от нефа.
7 декабря 2024 год произошла церемония торжественного открытия собора, восстановленного после пожара. Мероприятие посетили около 50 глав государств.
На 2029—2030 года запланировано полное окончание реставрационных работ.

## Церемониальные собрания в соборе
Собор с его великолепным внутренним убранством в течение многих веков служил местом проведения королевских бракосочетаний, императорских коронаций и национальных похорон. В 1302 году в нём впервые собрались Генеральные Штаты — первый парламент Франции. Здесь отслужил благодарственный молебен Карл VII (1447), коронованный в Реймсе. А за шесть дней до Варфоломеевской ночи — 18 августа 1572 года состоялась свадьба Генриха, короля Наварры, и сестры французского короля Маргариты де Валуа.
Перечень исторических событий внутри собора
- 1229 год — в святой четверг унизительная сцена покаяния («аманд онорабль») перед церковью отречённого графа Тулузского Раймунда.
- 1239 год — торжественная передача Людовиком IX тернового венца Иисуса Христа, который будет храниться в соборе до завершения строительства Сент-Шапель (1242—1248).
- 1302 год — открытие Филиппом IV первого парламента Королевства Франции — Генеральных Штатов.
- 1431 год — 16 декабря коронация десятилетнего Генриха Английского французским королём, однако не признанным: в 1429 году в Реймсе на трон Франции уже был коронован Карл VII (события периода Столетней войны, 1337—1453).
- 1447 год — Карл VII возносит хвалу Господу за освобождение Парижа.
- 1456 год — начало реабилитационного суда Жанны д’Арк.
- 1558 год — 24 апреля бракосочетание королевы Шотландии Марии Стюарт и дофина Франсуа (будущего короля Франциска II).
- 1559 год — 22 июня брак по доверенности французской принцессы Елизаветы Валуа с испанским королём Филиппом II.
- 1572 год — 18 августа (за шесть дней до Варфоломеевской ночи) бракосочетание Маргариты де Валуа и Генриха Наваррского (будущего Генриха IV).
- 1594 год — коронованный в Шартре (27 февраля 1594) и без боя вступивший в Париж 22 марта Генрих IV присутствует в тот день на благодарственной мессе за победу над Католической лигой.
- 1660 год — Te Deum по случаю бракосочетания Людовика XIV. Полководец герцог Люксембург прислал на церемонию захваченные у врага штандарты, за что был прозван «драпировщиком» (фр. tapissier).
- 1668 год — отречение главного маршала Франции Тюренна от протестантской веры.
- 1687 год — епископ Боссюэ произнёс хвалебную надгробную речь великому Конде.
- 1793 год — 10 ноября (20 брюмера II года) собор становится храмом Разума, где будет практиковаться культ Разума и Верховного Существа.
- 1804 год — 2 декабря Наполеон Бонапарт коронуется императором французов в присутствии папы Пия VII.
- 1811 год — июнь, крещение сына Наполеона, провозглашённого им Римским королём.
- 1853 год — 30 января бракосочетание Наполеона III.
- 1856 год — крещение императорского наследника.
- 1896 год — 19 июля панихида по маркизу Моресу (фр. Marquis de Morès), убитому повстанцами в Тунисе.
- 1923 год — торжественные похороны писателя Мориса Барреса.
- 1929 год — торжественные похороны маршала Фоша.
- 1934 год — торжественные похороны президента Раймона Пуанкаре
- 1944 год — в апреле чествование маршала Петена кардиналом и архиепископом Парижа Сюаром.
- 1944 год — в июне панихида по убитому госсекретарю по делам информации и пропаганды режима Виши Филиппу Анрио (фр. Philippe Henriot) тем же архиепископом.
- 1944 год — 26 августа исполнение «Магнификата» в честь освобождения Парижа, в присутствии генералов де Голля и Леклерка.
- 1945 год — 9 мая кардинал Сюар встречает в соборе генерала де Голля, членов правительства и послов США, СССР и Великобритании; проводится служба с пением «Te Deum» и исполнением «Марсельезы» на большом органе.
- 1955 год — в феврале торжественные похороны поэта и драматурга Поля Клоделя.
- 2007 год — 26 января похороны аббата Пьера.
- 2015 год — 15 ноября поминальная месса по жертвам терактов в Париже.

## Экстерьер

### Соборная площадь
Площадь перед собором (разг. «parvis de Notre-Dame», нотр-дамовская паперть; официально фр. parvis Notre-Dame - place Jean-Paul-II) окружена рекой Сеной, старейшей городской больницей Отель-Дьё (c 651 года) и казарменным строением городской префектуры (фр. Préfecture de police de Paris), откуда с треугольного фронтона прямо на собор взирает венценосная фригийская богиня Кибела (Цибелла). На площади находятся французский «нулевой километр», археологическая крипта и бронзовая скульптура Карла Великого и его лейдов.
- Городская префектура напротив собора
- Нулевой километр
- Археологическая крипта
- Памятник Карлу Великому, скульптор Луи Роше (1878)

### Западный фасад (главный вход)

#### Три портала
Главный фасад собора имеет три стрельчатых портала входов, над которыми скульптурные панно с разными эпизодами из Евангелия.
Над центральным входом помещено изображение Страшного суда. По семь статуй поддерживают арки входа (1210 г.). В центре Христос-Судия. На нижней перемычке изображены мертвецы, вставшие из могил. Их разбудили два ангела с трубами. Среди мертвецов — один король, один папа, воины и женщины (символизирует присутствие на Страшном суде всего человечества). На верхнем тимпане — Христос и два ангела с двух сторон. Двери украшены коваными рельефами.
|                                     |                       |                    |
| Портал Богоматери (Непорочной Девы) | Портал Страшного суда | Портал Святой Анны |

#### Галерея ветхозаветных царей
Каменные фигуры, выстроившиеся в ряд выше порталов и ниже яруса с окнами-розами, изображают царей из Ветхого Завета. Во время Революции они были скинуты и обезглавлены. Те, что находятся сейчас, выполнены в XIX веке.
В 1977 году при проведении работ под одним из домов часть статуй была обнаружена. Оказалось, что во время Революции один хозяин дома их выкупил, якобы для фундамента, а на самом деле захоронил их со всеми почестями и возвёл на этом месте свой дом.

#### Западная роза
Роза главного входа была выполнена около 1220 года, под конец царствования Филиппа Августа, и занимает центральное место на западном фасаде. Это круг, фигура беспредельности и бесконечности, заключённая в квадрат — символ сотворённого и материального. Западная роза — одна из трёх соборных роз XIII века и самая старинная из них: её витражи были оформлены около 1230 года и представляют ассоциацию «Психомахии» (сражения пороков с добродетелями; фр. Psychomachie), Зодиака и сезонных сельских работ. Как снаружи, так и изнутри в центр венчика окна-цветка помещена Богоматерь с Младенцем.
- Роза западного фасада
- Снаружи
- Изнутри

#### Башни и колокола
Башни главного фасада не совсем одинаковы, северная башня массивнее южной (ближней к Сене); до начала XV столетия колокола находились только в северной башне. В ходе революции некоторые колокола были переплавлены, и восстановлены только в 1856 при реставрации собора. В 2012 году, к 850-летию собора, звонница была серьёзно обновлена, колокола изготовлены по старинным технологиям. Самый большой и тяжёлый старый колокол Эммануэль, уцелевший в ходе революционных событий (перелит в XVII веке из бронзы колокола XV века) был заново подвешен в 2017 году, его устаревший привод заменён компьютеризированным.
| Имя            | Нота            | Масса, кг | Высота, см | Год  | Изготовитель    |
| -------------- | --------------- | --------- | ---------- | ---- | --------------- |
| Emmanuel       | Fa#2 (426,3 Гц) | 13 271    | 261        | 1685 | Gillot & Moreau |
| Marie          | Sol#2           | 6023      | 206        | 2012 | Eijsbouts       |
| Gabriel        | Sib2            | 4162      | 182,5      | 2012 | Cornille Havard |
| Anne-Geneviève | Si2             | 3477      | 172,5      | 2012 | Cornille Havard |
| Denis          | do#3            | 2502      | 153,6      | 2012 | Cornille Havard |
| Marcel         | re#3            | 1925      | 139,3      | 2012 | Cornille Havard |
| Etienne        | mi#3            | 1494      | 126,7      | 2012 | Cornille Havard |
| Benoit-Joseph  | fa#3            | 1309      | 120,7      | 2012 | Cornille Havard |
| Maurice        | Sol#3           | 1011      | 109,7      | 2012 | Cornille Havard |
| Jean-Marie     | la#3            | 782       | 99,7       | 2012 | Cornille Havard |

Большой колокол Эммануэль (звучащий в тоне фа-диез) является вторым по величине во Франции, звонит по важным поводам, в дни большого траура и на главные христианские праздники (Рождество, Пасху и Вознесение). Остальные колокола звонят в 8 и в 19 часов.
При пожаре 2019 года одной из главных опасностей было распространение огня на звонницу, поскольку колокола подвешены на деревянных конструкциях. При их сгорании Эммануэль, рухнув своим весом на перекрытия, мог обрушить южную башню и половину западного фасада.
Старые (1856) колокола, отставленные в 2012 году (находятся в музее):
- «Angelique Françoise», весом 1765 кг (до-диез);
- «Antoinette Charlotte», весом 1158 кг (ре-диез);
- «Hyacinthe Jeanne», весом 813 кг (фа);
- «Denise David», весом 670 кг (фа-диез).

- Главный фасад на рисунке шотландца Д. Робертса (1828)
- Башни, вид с крыши собора (фотоснимок, 1892)
- Туристы, обходящие северную (слева) и южную башни (2008)
- Новые колокола до их водружения в башнях (февраль 2013)

### Восточная апсида
Самая старая часть собора. Апсиду поддерживают аркбутаны радиусом в 15 метров, — работа Жана Рави, соборного архитектора в 1318—1344 годы.

### Крыша, гаргульи и шпиль
Крыша собора выполнена из свинцовых плиток 5 мм толщиной, уложенных внахлёстку, и вес всей крыши составляет 210 тонн. При её реставрации в XIX веке архитектор Виолле-ле-Дюк брал за образец средневековую крышу Шартрского собора, до пожара 1836 года выложенную из длинных узких пластин.
Верхняя часть собора украшена изображениями гаргулий (торчащие концы балок, украшенные мордами фантастических существ) и химер (статуи фантастических существ). В Средние века химер на соборе не было. Поставить их, взяв за образец средневековых гаргулий, придумал реставратор Виолле-ле-Дюк. Выполнили их пятнадцать скульпторов, которых возглавлял Жоффруа-Дешо́м (фр. Adolphe-Victor Geoffroy-Dechaume; 1816—1892).
Дубовый, покрытый свинцом шпиль собора (также добавленный реставратором вместо разобранного в 1786 году) имел высоту 96 метров. Основание шпиля было окружено четырьмя группами бронзовых статуй апостолов (работа Жоффруа-Дешома). Перед каждой группой — крылатая фигура-тетраморф, символ евангелиста: лев — символ Марка, телец — Луки, орёл — Иоанна и ангел — Матфея. Все статуи смотрели на Париж, кроме св. Фомы, покровителя архитекторов, который обращён лицом к шпилю и рукой касается лба.
В ходе пожара 2019 года свинцовая кровля и стропила утрачены. Статуи апостолов не пострадали, так как за несколько дней до пожара были сняты для реставрации. Шпиль в ходе пожара обрушился, пробив в нескольких местах своды центрального нефа. Испарения свинца, покрывавшего шпиль и крышу, во время пожара вызвали большое количество токсичного дыма. Венчавший шпиль петух был найден после пожара в поврежденном виде. Новый шпиль, выполненный в ходе реконструкции, сделан из огнеупорного материала.
- Апостолы северо-западной группы скульптур и химеры северной башни
- Юго-запад: три апостола и крылатый телец
- Юго-восток: три апостола и орёл
- Апостолу Фоме дано лицо реставратора собора

## Внутреннее оформление
Внутри собора трансепты (поперечные нефы), пересекаясь с главным продольным, в плане образуют крест, но в Нотр-Даме трансепты несколько шире, чем сам неф. По центру длинного нефа — последовательная серия скульптурных сцен из Евангелия.
В часовнях, расположенных в правой части собора, — картины и скульптуры разных художников, которые, согласно многовековой традиции, преподносятся в дар собору ежегодно в первый день мая.
Паникадило собора (люстра) выполнено из посеребренной бронзы по рисунку Эжена Виолле-ле-Дюка взамен переплавленного в 1792 году. (В 2007 году взят на реставрацию.)

### Витражи
В соборе 110 застеклённых витражами окон, через которые льётся дневной свет. Первые витражи Нотр-Дама подверглись коренным изменениям после 1300 года, затем случился «вандализм каноников XVIII века», описанный искусствоведом Луи Рео́ (фр. Louis Réau; 1881—1961) и бывший повторением вандальных изменений XIV века. Уникальными, сохранившимися средневековыми витражами в соборе являются только стёкла трёх больших роз — творений XIII века, превышающих по размерам подобные шедевры французской готики (диаметром 9,60 м на западном, центральном входе и около 13 м на северном и южном выходах трансепта). Западная роза знаменует боговоплощение, две розы трансепта, северная и южная, называемые «розами Людовика Святого», изображают ход Священной истории от Ветхого к Новому Завету. Северная посвящена длительному ожиданию Мессии, южная — излиянию Света. Предполагают, что король пожертвовал сумму на их изготовление, и, согласно легенде, даже отложил начало своего крестового похода (1249), чтобы увидеть результат работ.
Средневековое стекло — массивное и неравномерное, содержит пузырьки воздуха и случайные вкрапления. Витражисты собора умело использовали такие «дефекты» для усиления сверкания, теней, отблесков, мерцания, варьирования оттенков и вспышек света. Имена первых витражистов не сохранились. В XVIII веке соборными мастерами-стекольщиками были Клод Луи Дюла́к (Claude Louis Dulac) и Пьер Ле-Вьей (фр. Pierre Le Vieil; 1708—1772), автор книг о мозаичном и витражном искусстве (Париж, 1768 и 1774). Значительная часть витражей выполнена в середине XIX века.
После пожара было объявлено, что вместо восстановления витражей Эжена Виолле-ле-Дюка для собора будут выполнены новые витражи по эскизам современных художников. Несмотря на возражения экспертов, протест общественности и петицию на сайте Change.org, направленную президенту Эммануэлю Макрону, которую подписало более 200 тысяч человек, министерство культуры провело конкурс на дизайн новых витражей для восьми капелл в южной части собора — в сентябре 2024 года были объявлены имена восьми финалистов. 18 декабря 2024 года победительницей конкурса была объявлена художница Клер Табуре (Claire Tabouret).
- Розу западного фасада частично закрывает орган
- Северная роза
- Южная роза
- Витражи апсиды, в центре
прославление уже коронованной Богоматери[49]

#### Роза главного входа
Западная роза, старейшая из трёх, выполнена около 1220 года и реставрирована в XVI, XVIII и XIX веках. Нижнюю часть розы скрывает корпус большого орга́на. В центре западной розы — Непорочная Дева с Младенцем в левой руке и жезлом в правой, восседающая на синем фоне с шестью красными звёздочками; младенец Иисус в левой ладони хранит державу и двуперстием правой руки указывает вверх. Центральный медальон с Мадонной окружён венчиком из 12-и одинаковых лепестков с изображением красной геральдической лилии. Вокруг центра — два концентрических круга витражей-лепестков. Внутренний круг витражей изображает 12 больших, обрамлённых красной линией лепестков и медальоны-четырёхлистники (фр. quatre-feuilles) с сидящими библейскими пророками, вещавшими приход Христа. Второй концентрический круг удваивает число витражей: на 24 малых кругах или сферах — 12 пороков (вверху) и 12 знаков Зодиака (внизу), а на внешних 24 четырёхлистниках — 12 добродетелей вверху и 12 сезонных (по месяцам) сельских работ внизу, как раз напротив знаков Зодиака внутреннего круга. Примеры сельских работ: соколиная охота в мае, обмолот пшеницы в августе, посев озимых в ноябре.
В верхней половине розы представлена тема добродетелей и пороков из сочинения «Психомахия» древнеримского поэта Пруденция — уроженца Испании, на 57-м году жизни удалившегося от мира, чтобы посвятить остаток лет прославлению христианства в стихах. Во внешнем круге добродетели представлены 12-ю восседающими женщинами в коронах. Каждая одной рукой держит круглый, красный щит со своей эмблемой (например агнец для кротости), а другой — длинную пику, указующую на нижерасположенный порок. Группа добродетелей статична, а персонажи пороков в возбуждённом состоянии.
Во время реставрации Виолле-ле-Дюка над этой розой трудился художник-витражист Альфред Жерант (Alfred Gérente), заменивший и восстановивший многие панно, включая отсутствовавший центральный венчик. С XIII века уцелели 10 витражных панно. Французские искусствоведы относят эту розу, также как и северную розу Ланского собора, к шедеврам того периода.

#### Розы трансепта
Северная
Северная роза — на тему Ветхого Завета — была застеклена примерно к 1255 году и возможно, как и другая роза трансепта, сработана мастерами, трудившимися до 1248 года над витражами королевской Сент-Шапели. Эта роза диаметром 12,9 метра заключена в квадрат поверх ажурного фриза, что вместе даёт огромный витраж высотой 18,5 метров. Готический стиль в самом расцвете, стены уже не несущие, отсюда возможность покрывать витражами обширные пространства. И архитектор Жан де Шелль приложил все свои знания и умения, чтобы добиться небывалых ещё в строительстве размеров окон-розеток.
В центре розы — Богоматерь с Младенцем в круге (сфере) венчика, окружённого восемью лепестками. Цифра 8 — символ воскресения Христа и человека и вечной жизни — удваивается в следующем круге 16 витражей-лепестков (16 пророков) и ещё раз удваивается во внешнем круге 32-х лепестков (цари Израиля и Иудеи и судьи). Регалии царей — корона и «рука правосудия» (фр. Main de justice), жезл французских королей с XIII века. Среди царей — патриарх Авраам, Моисей с лучистыми рогами света и Скрижалями Завета, царь Давид с арфой. По периметру розы — 32 медальона-трилистника с изображениями по пояс (до талии) ветхозаветных царей и первосвященников. Нижние углы витражного квадрата оформлены шестилепестковым медальоном и трилистниками: справа Антихрист обезглавливает Еноха и Илию, слева — смерть Антихриста. Всего 80 медальонов с персонажами.
Историк искусства Эмиль Маль (1862—1954) назвал северную розу, отличающуюся общей фиолетовой тональностью, «прекрасным траурным цветком». Он — символ долгого ожидания Спасителя. Витражи этой розы подвергались реставрации менее других, их лучшая сохранность объясняется тем, что северная сторона менее подвержена температурным изменениям. Нижний фриз 18 царей Иудеи — витражи реставрации XIX века, вместо уничтоженных в XVIII столетии оригиналов. Их цветовая гамма сильно отличается от тональности розы.
Южная
Южная роза — на тему Нового Завета — датируется примерно 1260 годом и имеет диаметр 12,9 метра, она включает 85 витражных панно, разделённых на четыре концентрических круга; 12 медальонов считаются подлинными, восемь — современными. Символизирует конец длительного ожидания, излияние Обещанного Света. Под розой оконный «частокол» (фр. claire-voie).
Стену начали возводить при архитекторе Жане де Шелль, после смерти которого за работу в Сент-Шапель и соборе взялся Пьер де Монтрёй. Продолженные им строительные работы в соборе были завершены примерно годом смерти короля Людовика IX в Тунисе (1270). В XVI веке понадобился ремонт обветшавшего материала (1543), даже планировалась полная реконструкция, но без последствий. В 1725—1727 годы архитектор Жермен Бофран (1667—1754) занимался обновлением кладки на средства кардинала де Ноай (фр. Louis-Antoine de Noailles; 1651—1729). Сумма в 80 тысяч ливров была исключительным даром собору, мода на готический стиль прошла, поэтому пустой венец розы застеклили витражом с кардинальским гербом. Позже, в 1760—1764 годы, когда розу ремонтировал Гийом Брис (Guillaume Brice), техника средневековых витражей была уже утрачена и, не будучи художником, мастер подбирал нужные части из своей коллекции старых витражей. Витраж пополнился семью сценами из жизни св. Матфея, уцелевшими от витража 1180-х годов. Теряя изначальный смысл, роза продолжала существовать на южной стене, сильно подверженной климатическим, особенно температурным изменениям.
В XIX веке во время реставрации в силу необходимости была укреплена обветшавшая каменная часть розы, что сделало её отличимой от более ажурной и лёгкой северной розы. Художник-витражист Альфред Жерант (Alfred Gérente) реставрировал стёкла в 1861 году, о чём свидетельствует надпись под Христом в центральном венчике розы. В самом центре герб кардинала де Ноай уступил место восседающему Христу из апокалиптических видений — с мечом в устах, преградой между истиной и ошибкой. Центральный медальон окружён четырьмя лепестками. Под ногами Христа книга за семью печатями (фр. Livre aux sept sceaux) и на ней агнец, способный открыть запечатанную книгу и смотрящий на Христа. В трёх других лепестках вокруг центра — фигуры тетраморфа: слева лев, сверху ангел с орлом и справа телец. Первый концентрический круг — 12 лепестков; второй — 24; третий — 12 четырёхлистников и 12 малых трилистников; четвёртый — 24 больших трилистника. Миниатюры первых двух кругов изображают апостолов, святых мучеников и Соломонов суд (фр. Jugement de Salomon). Среди персонажей Дионисий Парижский, Пофин Лионский, Лаврентий Римский со своей решёткой, благоразумные девы и св. Павел. В третьем круге из четырёхлистников и трилистников — медальоны с мучениками, мудрыми девами и восемь сцен из истории о св. Матфее, одной из легенд сборника «Золотая легенда», сочинения Иакова Ворагинского (ок. 1266). По периферии в 24 миниатюрах трилистника — 20 ангелов, несущих свечу, корону или кадило, один мученик, бегство в Египет и исцеление парализованного. В нижних углах витражного квадрата — слева изображение сошествия в ад стоит между первородным грехом и Моисеем с братом Аароном, а справа Воскресение Христа — между Петром с Павлом и Иоанном с Марией Магдалиной.
Нижний фриз под розой лишился своих витражей в XVIII веке. В XIX столетии при реставрации стёкла предполагались сначала прозрачными, но Проспер Мериме настоял на том, чтобы они были выполнены похожими на средневековые. Альфред Жерант изготовил новые, взяв за образец витражи южного выхода трансепта Шартрского собора. На фризе 16 пророков Ветхого Завета, в центре четверо из них несут на плечах четырёх евангелистов, что ассоциирует вместе Исаию с Матфеем, Иеремию с Лукой, Иезекииля с Иоанном, а Даниила с Марком.

### Орган
Первый большой орган был установлен в соборе в 1402 году. Для этих целей использовали старый орган, помещённый в новый готический корпус.
В течение своей жизни орган неоднократно достраивался и реконструировался. Наиболее важными являются реставрации, реконструкции и расширения Тьерри в 1733 году, Франсуа-Анри Клико в 1788 году, Аристида Кавайе-Коля в 1868 году, и Бойсо в 1960 году, а также сотрудничество с «Синаптель» в 1992 году, позволившее полностью компьютеризировать орган. Уже со времени реставрации Тьерри инструмент состоял из 46 регистров, расположенных на пяти мануалах. При его строительстве использовалась большая часть труб оригинального инструмента, 12 из которых сохранились до настоящего момента. Орган приобрёл и свой нынешний корпус с фасадом в стиле Людовика XVI.
В 1864—1867 годах ведущий французский органостроитель XIX века Аристид Кавайе-Коль выполнил полную перестройку органа. Барочный инструмент приобрёл типичное для Кавайе-Коля романтическое звучание. Число регистров увеличили до 86, механическая трактура была снабжена рычагами Баркера.
Среди ряда прочих композиторов на этом органе играли Сезар Франк и Камиль Сен-Санс. Должность титулярного органиста собора Парижской Богоматери наряду с должностью органиста собора Сен-Сюльпис считается одной из престижнейших во Франции. С 1900 по 1937 год этот пост занимал Луи Вьерн, при участии которого инструмент был расширен в 1902 и 1932 годах, а его трактура заменена на электропневматическую.
В 1959 году консоль Кавайе-Коля была заменена на консоль традиционную для американских органов, а трактура стала полностью электрической, для чего использовалось более 700 км медного кабеля. Однако сложность и архаичность подобной конструкции, а также частые отказы привели к тому, что в процессе очередной реконструкции органа в 1992 году управление инструментом было компьютеризировано, а медный кабель заменён оптическим.
В настоящее время орган имеет 110 регистров и около 7400 труб, примерно 900 из которых из инструмента времён Тьерри и Клико. Это самый большой по числу регистров орган Франции (по количеству труб его превосходит орган церкви Сент-Эсташ). . В 1985 году были назначены сразу четыре титулярных органиста, каждый из которых по традиции XVIII века проводил службы по три месяца в году. С 1990 года титулярными органистами собора Нотр-Дам-де-Пари являются трое музыкантов: Оливье Латри, Филипп Лефевр, Жан-Пьер Лёгю.

### Реликвии
В соборе хранится одна из великих христианских реликвий — Терновый венец Иисуса Христа. До 1063 года венец находился на горе Сион в Иерусалиме, откуда его перевезли во дворец византийских императоров в Константинополе. Балдуин II де Куртенэ, последний император Латинской империи, был вынужден заложить реликвию в Венеции, но из-за нехватки средств её не на что было выкупить. В 1238 году король Франции Людовик IX Святой приобрёл венец у византийского императора. 18 августа 1239 года король внёс его в Нотр-Дам-де-Пари. В 1243—1248 годах при королевском дворце на острове Сите была построена Сент-Шапель (Святая часовня) для хранения Тернового венца, который находился здесь до Французской революции. Позднее венец был передан в сокровищницу Нотр-Дам-де-Пари.
Также в Соборе Парижской Богоматери хранятся следующие христианские святыни: частица Креста, на котором, по преданию, распяли Иисуса Христа, а также один из гвоздей, которыми Его прибивали к Кресту. Кроме того, в соборе хранится туника короля Людовика IX Святого XIII века.
После пожара в соборе 15 апреля 2019 года эти реликвии были перенесены в мэрию Парижа.

## Туризм
До пожара 15 апреля 2019 года собор ежегодно посещали 14 миллионов человек, он является одной из самых известных достопримечательностей в Европе. После пожара был закрыт для посещения. Вновь открыт 7 декабря 2024 года.

## В произведениях культуры и искусства
К редким сохранившимся изображениям собора в Средние века относится работа живописца Жана Фуке в иллюминированном манускрипте «Часослов Этьена Шевалье» (ок. 1452—1460), выполненном для Этьена Шевалье, бывшего главным казначеем (1452—1461) при Карле VII.
В художественной литературе
Собор является главным «действующим лицом» следующих произведений:
- «Собор Парижской Богоматери», роман Виктора Гюго (1831).
- «Notre Dame» Осипа Мандельштама (1912).
- «Мечеть Парижской Богоматери», роман Елены Чудиновой (2005).

В театре
- «Собор Парижской Богоматери» — балет Мориса Жарра в хореографии Ролана Пети (1965).

В кинематографе
- «Собор Парижской богоматери» — фильм Альбера Капеллани (Франция, 1911).
- «Собор Парижской Богоматери» — фильм Жан Деланнуа (Италия — Франция, 1956).
- См. также «Горбун из Нотр-Дама»

В видеоиграх
- Assassin’s Creed Unity (2014).